# Národní park Křivoklátsko
Národní park Křivoklátsko (NP Křivoklátsko) je neúspěšný projekt dlouhodobě prosazovaný ministerstvem životního prostředí a jím řízené Agentury ochrany přírody a krajiny.
Má se stát pátým národním parkem v Česku, který má být vyhlášen na nejzachovalejší a biologicky nejhodnotnější části území současné Chráněné krajinné oblasti Křivoklátsko. Území je charakteristické členitým terénem a pestrým geologickým podložím, čemuž odpovídá také druhové bohatství rostlin, živočichů i hub. Většina plochy národního parku je pokryta komplexem zachovalých lesních porostů, kdy se na malém území nachází pestrá mozaika různých typů lesa. Velký biologický význam mají také přirozená bezlesí jako pleše, skalní výchozy, sutě či stepi, na něž je vázán výskyt obzvláště velkého počtu chráněných a ohrožených druhů. Důležitou součástí budoucího národního parku je také přírodní meandr řeky Berounky s přilehlými údolími a zachovalými potoky a bystřinami. Většina dotčeného území je spravována státními lesními podniky, a to zejména Lesy ČR. Vyhlášení národního parku by znamenalo převedení těchto pozemků do přímé správy národního parku, což však vyvolává ostrý nesouhlas u části lesnické veřejnosti, která poukazuje zejména na ekonomické škody způsobené plánovaným útlumem těžby dřeva a ukončením trofejového lovu.

## Historie oblasti
Po skončení doby ledové a ústupu ledovců před asi 11,7 tisíci lety se zamrzlá půda a přilehlá tundra začaly pozvolna měnit v les. Otevřená krajina zarostla jako první náletovými dřevinami, především břízou, osikou, vrbou a olší, do jejichž podrostu se brzy začala šířit líska. Tyto první pionýrské dřeviny byly brzy následovány borovicí, která je sama náletovou dřevinou, ale současně má i vlastnosti hlavních dřevin. Ta se na mnoha místech prosadila a stala se dominantní dřevinou. Následovalo teplé a vlhké období, které trvalo zhruba do poloviny holocénu a během něhož se dominantním typem lesa staly doubravy. V nich se vedle dominantního dubu dařilo také jilmu a jasanu a v jejich podrostu pak lísce, habru, lípě a rovněž řadě vtroušených dřevin. Doubravy mají vcelku rozvolněné stromové patro, díky čemuž je zde bohatý křovinný a bylinný podrost. Ve druhé polovině holocénu se výrazně ochladilo, díky čemuž začaly doubravy ustupovat porostům buku a jedle a vznikající jedlobukový prales se stal dominantním typem lesa na Křivoklátsku. Díky členitému terénu, rozmanitému podloží a relativně nízké nadmořské výšce se zde však zachovaly rovněž doubravy, bory i další typy lesa.
V raném středověku se celá křivoklátská oblast, jejíž součástí je i území NP Křivoklátska, stala rozlehlou loveckou oblastí, jež podléhala přímo knížatům a později králům. Lov zvěře byl tehdy vysoce prestižní záležitostí a spolu s knížaty a králi zde lovili biskupové, zahraniční vyslanci a další významní hosté, často při příležitostí významných politických jednáních. Až do vynálezu střelných zbraní byl lov poměrně náročnou činností, vyžadující účast velkého počtu lidí. K loveckým aktivitám a také souvisejícímu zpracovávání kůží se proto vztahují i povinnosti poddaných z okolních obcí. Např. obyvatelé Broum sloužili při lovu jako psovodi a tenatníci (ti lovili ptáky pomocí speciální sítě zvané tenata), obyvatelé Račic chovali zvláště silné psy pro lov divokých prasat a město Nové Strašecí muselo poskytovat povozy k dopravě tenat. Právě to, že bylo Křivoklátsko především loveckým revírem, jej uchránilo před osudem většiny ostatních lesů. Žďáření a klučení lesů se Křivoklátsku víceméně vyhnulo a to tak zůstalo oproti okolí řídce zalidněné a porostlé pralesy.
Kromě lovu zvěře byly křivoklátské lesy již od středověku využívány k těžbě palivového dříví, které se získávalo - tehdy hojně rozšířeným - výmladkovým hospodařením. To spočívá v krátké době obmýtí, kdy se část lesa každých 20 či 30 let vykácela a následně nechala spontánně zarůst. Využívalo se zde schopnosti listnatých stromů, jejichž pařezy obrážejí výhonky, ze kterých rychle vyrůstají nové stromy. I když je tento způsob hospodaření poměrně intenzivní, výsledné lesy (tzv. pařeziny) se vyznačují vysokou biodiverzitou a jsou ochranářsky velice cenné. Výmladkové hospodaření též ovlivnilo druhovou skladbu lesa ve prospěch rychle se zmlazujících dubů, habrů, lip a dalších dřevin na úkor jedle a buku.
Do lesů se také běžně vyháněl panský i poddanský dobytek na pastvu, a to hlavně na paseky, kde se rovněž pro dobytek žala tráva. Intenzivní pastva ohrožovala mlází a tím obnovu lesa na pasekách, která se tehdy nechávala na přírodě. Na druhé straně tato lesní pastva obohatila krajinnou mozaiku o nové prvky, jako březiny a habřiny (bříza a habr totiž odolávají okusu lépe než jiné druhy dřevin a bez pastvy by se jako hlavní dřeviny neprosadily). Ohromné množství buků a dubů v Křivoklátských lesích také umožňovalo výpas velkého počtu vepřů, které se do lesa zaháněli na výkrm žaludy a bukvicemi. Žaludy a bukvice se v novověku začaly využívat také k přikrmování lesní zvěře.
Zhruba od 16. století zde vlivem hospodářského a demografického rozvoje vzkvétal obchod s dřívím, což se neblaze odráželo na stavu lesů v přístupnějších oblastech. Dokládá to kupříkladu zpráva  držitele Nižbora Jana Oty z roku 1538: "Ti lesové jsou zplundrovaní, dobrého dříví v nich není." Či o sto let později (1650) Krištof ze Zubří a z lipky "In summa skrze takové neřády, prodaje a handle dříví jsou již nejpěknější lesy JMC, zvláště který blíže vody ležely, na témž panství nanejvýš vysekaný a pokažený, že těžko na to hleděti." Největších rozměrů však těžba dřeva dosáhla v 18. století, kdy již bylo Křivoklátsko v soukromých rukou.
V roce 1685 zakoupil křivoklátské panství rod Valdštejnů, od nichž jej roku 1735 získali Fürstenbergové. Za soukromých vlastníků se na Křivoklátsku mohutně rozvíjel železářský průmysl s velkou spotřebou dřevěného uhlí. Zvyšovala se rovněž komerční těžba dřeva, které se plavilo po Berounce směrem ku Praze. Mýtiny se pak často měnily na rozsáhlé pastviny, takže nemohly zarůstat lesem. Toto odlesňování dosáhlo vrcholu v 18. století a dotklo se zejména přetěžovaných lesů v blízkosti Berounky a podél splavných potoků. Oproti tomu lesy v méně přístupných oblastech zůstávaly relativně nedotčené, což byl případ i většiny území plánovaného národního parku.
Nedostatek dřeva v 18. století vedl Fürstenbergy k zavádění průmyslového lesnictví, kdy se mýtiny i někdejší pastviny začaly uměle zalesňovat. V 18. století se zalesňovalo nejčastěji břízou, v 1. polovině 19. století borovicí a od 2. poloviny 19. století již začal převládat smrk. To vedlo na jedné straně k opětovnému nárůstu rozlohy lesa, ale také k přeměně zbylých pralesů na plantáže monokultur. Až do 30. let 19. století se nejzachovalejší jedlo-bukové pralesy nacházely zhruba v prostoru mezi Brejlem a Louštínem (mimo oblast národního parku), avšak ve 30. letech se  Fürstenbergská knížata kvůli nízkým výnosům rozhodla pro jeho plošnou likvidaci. Zrušena byla rovněž většina hodnotných výmladkových lesů (tzv. pařezin), neboť kvůli těžbě uhlí a výrobě koksu prudce klesla poptávka po palivovém dříví a dřevěném uhlí.
Umělá výsadba rovněž drasticky změnila druhovou skladbu křivoklátských lesů. Zatímco roku 1794 byly lesy tvořeny ze 65% listnatými a z 35% jehličnatými porosty s převahou jedle, v roce 1869 tvořili listnaté lesy jen 15%, smíšené lesy 18% a jehličnany 67%. Roku 1920 pak tvořili listnaté lesy již jen 4% rozlohy, smíšené lesy 18% a jehličnaté porosty s převahou smrku 78% rozlohy. Vysazované semenáčky navíc z velké části pocházely z dovezeného semene. Nevhodná druhová skladba vedla již v 19. století k velkoplošným kalamitám, z nichž největší byla sněhová a větrná kalamita roku 1869, jež byla příčinou následné kalamity kůrovcové. Roku 1922 zažily křivoklátské lesy dosud největší mniškovou kalamitu.
Území, na němž má být vyhlášen národní park, patřilo (s výjimkou bezprostředního okolí Berounky) k nejhůře přístupným oblastem Křivoklátska s nedostatečně rozvinutou sítí cest a absencí splavných potoků, díky čemuž nebylo možné zdejší lesy efektivně vytěžovat. Logistické těžkosti lze ilustrovat pokusem knížete Fürstenberga, který se roku 1834 pokoušel se značnými náklady splavnit Oupořský potok (ležící v jádru území NP), aby jím bylo možné dopravovat vytěžené dřevo. Toto dílo však roku 1856 zničila povodeň a poté se již nikdy neobnovilo. Potíže s přístupností však zdejší lesy de facto zachránily před Fürstenbergskými lesníky. Přeměna na kulturní lesy zde totiž vůči okolním lesům měla až stoleté zpoždění, díky čemuž se významná část původních a přírodě blízkých porostů mohla dochovat do současnosti.
Za první republiky byly křivoklátské lesy odkoupeny českým státem a začleněny do státního podniku Státní lesy a statky. Po 2. světové válce se po několika reorganizacích dostaly pod správu Středočeských státních lesů. V 1. polovině 20. století byla v lesích dobudována hustá síť cest a od roku 1919 zde dokonce fungovala 14 km dlouhá lesní železnice s parním pohonem. To spolu s nástupem těžké techniky znamenalo vyřešení dosavadních logistických problémů, ale také bezprostřední hrozbu pro poslední zachovalé fragmenty původního lesa, neboť státní lesní podniky hodlaly pokračovat v kurzu zakládání nových smrkových monokultur. Za ochranu zachovalých porostů však tehdy začala vystupovat část veřejnosti, a to zejména přírodovědců a dalších nadšenců z akademické obce. Ti začali bezplatně provádět průzkumy oblasti, vypracovávat návrhy a shromažďovat odborné argumenty pro vyhlášení budoucí chráněné oblasti. Řada dobrovolníků rovněž pomáhala krajským a okresním orgánům se záchranou řady cenných lokalit před devastací. V 70. letech byly návrhy na vyhlášení již tak propracované, že bylo těžké proti nim něco namítat a tak byla roku 1978 i přes odpor středočeských státních lesů a některých obcí vyhlášena CHKO Křivoklátsko. Paradoxně ještě předtím, roku 1977, získalo Křivoklátsko status Biosférické rezervace od mezinárodní organizace UNESCO.
Nejzachovalejší území CHKO, jež se z velké části překrývá s územím budoucího národního parku, bylo zařazeno do 1. a 2. zóny. V nich musí lesní podniky po smýcení porostu vysazovat takové dřeviny, které jsou v dané lokalitě původní, aby se obnovovala někdejší druhová skladba. V některých lokalitách byla též prodloužena doba obmýtí a ponechána část souší. Roku 1984 byla vyhlášena Národní přírodní rezervace Týřov, Velká pleš a později i další maloplošná chráněná území. Zachovalé dřeviny v těchto rezervacích dodnes slouží ke sběru semen, které jsou druhově i geneticky vhodné k obnově přírodě blízkých lesů v křivoklátské oblasti. Již koncem 80. let se v odborných kruzích začalo mluvit o vyhlášení Národního parku Křivoklátsko, jako vyústění dlouhodobých ochranářských snah. V 90. letech však bylo upřednostněno vyhlášení národních parků v pohraničních oblastech, které sousedili s národními parky v okolních zemích, zatímco vyhlášení křivoklátského národního parku bylo odloženo.
Vyhlášení národního parku se vrátilo do hry až roku 2010, kdy se k němu zavázala vláda Petra Nečase. Většina území plánovaného národního parku byla a dodnes je spravována místním podnikem Lesy ČR. Součástí národního parku měla být podle tohoto návrhu rovněž část lesů někdejšího zbirožského panství, vlastněná Colloredo Mansfeldem (největší soukromý vlastník lesů v ČR). Proti převedení těchto území do správy národního parku se však postavilo vedení obou lesních podniků (Lesy ČR i Colloredo Mansfeld), které v reakci na chystaný národní park spolu s místní pobočkou České lesnické společnosti (ČLS) vyhlásily Lesnický park Křivoklátsko (LPK). Lesní podniky prezentovaly LPK jako vhodnou alternativu k národnímu parku, jež ponechá pozemky v rukou stávajících lesních podniků a zajistí dostatečnou ochranu přírody, aniž by musela být omezována těžba dřeva a trofejové lovy. Vzápětí po jeho vyhlášení zorganizovaly proti národnímu parku rozsáhlou petiční akci, kterou propagovaly i další zájmové organizace s vazbami na lesní průmysl. Po předčasném pádu Nečasova kabinetu v roce 2013 bylo od plánů na vyhlášení národního parku upuštěno.
Zastupitelstvo Středočeského kraje v červnu roku 2021 přijalo usnesení deklarující zájem na vyhlášení národního parku. K tomu se posléze zavázala také vláda Petra Fialy, která vyhlášení národního parku Křivoklátsko zařadila do svého programového prohlášení. Území plánovaného národního parku je vyznačeno na mapě AOPK, z níž je patrné, že se oproti předchozímu plánu již nepočítá s pozemky Colloredo Mansfelda. V září roku 2022 zveřejnilo ministerstvo životního prostředí záměr na vyhlášení zvláště chráněného území, čímž byl oficiálně zahájen proces jeho vyhlašování. Následovala tříměsíční připomínkovací lhůta pro dotčené obce s následným vypořádáváním připomínek, během něhož se MŽP rozhodlo vyjmout z území národního parku obec Karlovu Ves a některé soukromé pozemky. Koncem roku 2023 došlo ke směně pozemků, kdy státní podnik Vojenské lesy a statky (VLS) převedl své pozemky v území národního parku na podnik Lesy ČR výměnou za jiné území. Očekává se, že vláda do konce roku 2024 vypracuje zákon o vyhlášení národního parku a předloží jej poslanecké sněmovně.
Také současný pokus o vyhlášení NP Křivoklátska vyvolal rozhořčený odpor lesních podniků, které podpořila rovněž Lesnicko-dřevařská komora, Agrární komora, SVOL i další organizace zastupující lesní průmysl. Na straně lesních podniků se angažují rovněž starostové některých místních obcí, kterým se podařilo získat poměrně silný mediální ohlas. Kampaň proti národnímu parku, jejíž součástí je také sběr podpisů pod novu petici proti národnímu parku, je vedena pod hlavičkou iniciativy Otevřené Křivoklátsko, jež tyto aktivity zastřešuje.

## Základní údaje
Území navrhovaného národního parku tvoří centrální část současné CHKO Křivoklátsko a jedná se převážně o území řazené do 1. a 2. zóny CHKO. Orientační výměra navrhovaného národního parku je 116,4 km², což představuje zhruba 18,4% území CHKO. Jedinou obcí, ležící uvnitř národního parku, je Karlova Ves. Na území navrhovaného národního parku je 97,62 % pozemků ve vlastnictví státu, 0,46 % ve vlastnictví Středočeského kraje a pouze 0,34 % ve vlastnictví obcí a 1,57 % ve vlastnictví soukromých osob. Hranice parku je vyznačena například na webové aplikaci AOPK.

## Geologické poměry
Geologické podloží Křivoklátska je tvořeno převážně starohorními a prvohorními horninami, které vznikaly na dně pravěkého moře. Starohorní horniny jsou zastoupeny především šedými droby, prachovci a břidlicemi, jež vznikaly usazováním sedimentů na dně starohorního moře a jsou poměrně chudé na živiny. Ve stejné době však probíhala také podmořská vulkanická činnost, kdy rychlým ztuhnutím magmatu na dně moře a jeho následnou metamorfózou vlivem mořské vody vznikly rozsáhlé spilitové útvary s vysokým obsahem vápníku a hořčíku. Tato spilitová tělesa dnes tvoří typické skalní výchozy, mezi něž patří i známá Čertova skála nad Berounkou. Díky vysokému obsahu živin se na nich daří vápnomilné vegetaci.
Podmořské sedimenty, zastoupené hlavně břidlicí a slepenci, vznikaly rovněž během kambria ve starších prvohorách. Vyskytují se např. v okolí Skryjí a Týřovic, kde tvoří světově proslulé naleziště zkamenělin trilobitů a další prvohorní fauny, ale jinak jsou poměrně vzácné. Daleko hojnější jsou kambrijské vulkanické horniny, které utvářejí ráz velké části celého území. Jsou tvořeny hlavně dacity, andezity, ryodacity či ryolity, jež vznikly během sopečné činnosti, probíhající tentokrát na pevnině. Tyto prastaré sopky tvoří dnes tzv. křivoklátsko-rokycanské pásmo pahorkatin, táhnoucí se od Zbirožského potoka ke Skryjím a dále podél pravého břehu Berounky až ke Zbečnu. Utváří tak charakteristickou kopcovitou krajinu jádrového území národního parku s typickými zalesněnými kopci, lemujícími pravý břeh Berounky. Na rozdíl od starohorních vyvřelin jsou kambrijské vulkanické horniny kyselé a chudé na živiny. Nicméně andezitové skalní masivy obsahují často pukliny vyplněné uhličitanem vápenatým, které vytvářejí příznivé podmínky pro vápnomilnou vegetaci.
Rovněž v následujícím ordoviku vznikala řada hornin, které se vyskytují převážně na jižním okraji křivoklátských lesů mezi Točníkem a údolím Berounky u Stradonic - tedy mimo území národního parku. Pásmo ordovických hornin nicméně pokračuje od Stradonic dále ke Kačáku, kde protíná i východní část plánovaného národního parku. Také ordovické horniny vznikaly na dně pravěkého moře. Usazováním sedimentů vznikaly tmavé břidlice, droby, pískovce, křemence a silicity. Odolné křemence, křemenné pískovce a silicity vytvářejí v krajině nápadné skalní hřebeny, na jednomž z nich stojí i hrady Točník a Žebrák. Tyto ordovické sedimenty jsou typicky chudé na živiny a pokrývají je acidofilní rostlinná společenstva. Sopečnou činností na dně ordovického moře vzniklo rovněž velké množství vulkanických hornin. Jde především o podmořské bazalty, jež byly účinkem mořské vody částečně přeměněny na spility. Tyto horniny jsou bohaté na živiny a v místech, kde tvoří skalní výchozy nebo strmější kamenité stráně, hostí bohatá společenstva skalních stepí.
Tyto starohorní a prvohorní horniny byly v mladších prvohorách postiženy hercynským vrásněním, díky čemuž jsou původně ploše uložené vrstvy různě zprohýbané či dokonce svisle vztyčené. Počínaje karbonem se oblast Křivoklátska na dlouhou dobu stává pevninou. Během druhohor bylo činností vody a větru rozrušováno kdysi velmi mohutné hercynské pohoří. V mladší křídě, kdy již měla celá oblast ráz zarovnané plošiny, bylo Křivoklátsko opět zalito mořem. Předpokládá se, že svrchnokřídové usazeniny pokrývaly kdysi převážnou část Křivoklátska, avšak ve starších třetihorách byly zcela odneseny. V mladších třetihorách a ve čtvrtohorách se podél současného toku Berounky a Rakovnického potoka (ten se nachází mimo území NP) ukládaly štěrkopísky, které tvoří výrazné terasovité stupně v jádrech meandrů řeky Berounky. Představují velmi propustný chudý kyselý substrát, který často zastírá vliv mnohem úživnějšího skalního podkladu.
Na současný ráz křivoklátské krajiny mělo velký vliv střídání dob ledových a meziledových v průběhu čtvrtohor. Část říčních a potočních toků se tehdy zařízla hluboko do skalního podloží a odnesla velkou část méně odolné horniny, zatímco odkryté buližníky, kambrické vulkanity a ordovické křemence vytvořili v krajině četné skalnaté vrcholy. Takovéto pochody se uplatnily především podél toku Berounky, ale také jejích větších přítoků jako Klíčava, Vůznice, Zbirožský potok či Klučná. Zvýšená eroze však modelovala terén podle různé míry odolnosti hornin i mimo vodní toky, což se silně projevilo v jádrové oblasti národního parku na jižní straně Berounky. Obnažení kambrických vulkanit a starohorních buližníků vytvořilo vhodné podmínky pro vznik nezalesněných oblastí zvaných pleše, na které jsou vázána druhově bohatá společenstva suchomilných trávníků a křovinaté vegetace.
Vzhledem k tomu, že se Křivoklátsko často nacházelo v relativní blízkosti ledovců, docházelo zde k rychlému zvětrávání skal, které se v důsledku mrazu měnily na jemný prach unášený větrem. Takto vznikly úrodné sprašové půdy s velkým obsahem karbonátového vápna, které lze nalézt zejména v údolí Berounky a jejích větších přítoků. V řadě jiných míst je pak sprašová půda zakryta silnou vrstvou hnědozemě. Z období holocénu pocházejí takzvané svahoviny tvořené hlavně hlínou a úlomky hornin, které se vlivem sesuvu a eroze přemístili z vyvýšených míst na úpatí svahů a sníženin. Mezi svahoviny však patří také volné sutě, jež představují významná bezlesá stanoviště pro řadu vzácných druhů. Ta se nacházejí např. u Branova, pod Týřovickou skalou, v lokalitě Nad jezírky, aj.

## Fauna a flóra
Rozmanitost geologického podloží spolu s členitostí terénu vytvářejí vhodné podmínky pro celou řadu rostlinných i živočišných společenstev s velmi odlišnými nároky na živiny, vlhkost, oslunění atd. Rozmanitost prostředí také umožnila přežití celé řady reliktních druhů z dob ledových či naopak ze starších fází holocénu.

### Lesní ekosystémy
Lesní ekosystémy tvoří 98% území plánovaného národního parku. Z toho zhruba 43% tvoří běžné hospodářské kultury s převahou smrku a modřínu. Tyto lesy však v národním parku nebudou předmětem ochrany a předpokládá se jejich postupné odtěžení a nahrazení druhově vhodnějšími porosty. Předmětem ochrany však bude zbývajících 55% lesních porostů, jež tvoří širokou škálu různých lesních typů.

#### Hercynské dubohabřiny
22% rozlohy národního parku tvoří hercynské dubohabřiny, v nichž se kromě dubu a habru hojně vyskytuje rovněž javor babyka, javor mléč, lípa srdčitá, ale také jeřáb břek a velice vzácný tis červený. Keřové patro tvoří především líska, hloh a zimolez pýřitý, zatímco bylinnému patru dominuje sasanka a dymnivka. Ze vzácných bylin zde najdeme okrotici bílou, medovník meduňkolistý, lilii zlatohlavou, bělozářku větvitou, zvonek broskvolistý, aj. Hnízdí zde také řada vzácných ptáků jako lejsek bělokrký, krutihlav obecný, strakapoud prostřední, ap. Vyskytuje se zde rovněž velké množství bezobratlých živočichů.

#### Doubravy
Dalších 10% území tvoří doubravy, které dále členíme na suché acidofilní doubravy, středoevropské bazifilní doubravy, acidofilní teplomilné doubravy a vlhké acidofilní doubravy. Vedle dubu zimního a habru obecného zde nalezneme řadu vzácných dřevin jako jeřáb břek, jeřáb muk, třešeň ptačí, javor babyka, hrušeň lesní či lípy. Ve vlhkých acidofilních doubravách bývá vtroušená jedle bělokorá a topol osika. Vyskytují se zde také vzácné keře jako řešetlák počistivý, hloh, zimolez pýřitý, meruzalka srstka či skalník celokrajný. Pro Křivoklátsko jsou typické zakrslé doubravy s tolitou lékařskou, kostřavou ovčí a smolničkou obecnou. V teplomilných doubravách najdeme mochnu bílou a zvonek broskvolistý, ve vlhkých acidofilních doubravách pak bezkolenec rákosový či krtičník hlíznatý. Doubravy se na Křivoklátsku kontinuálně vyvíjejí alespoň 6 tisíc let a jednotlivé typy doubrav se ve svých fragmentech rozprostírají po celém území národního parku. Je přitom známo, že se tyto ekosystémy dokáží celá tisíciletí vyvíjet i v relativní izolaci na malých plochách a uchovávají proto mnoho vzácných reliktních druhů z počátečních období holocénu. Vysoká biodiverzita doubrav je z velké části vázána na staré duby, které se uchovaly díky dlouhé době obmýtí (většinou 140 - 170 let). To je příklad i roháče obecného, lejska bělokrkého, žlunu šedou, strakapouda prostředního a mnohých dalších. Vysoká biodiverzita je však spojena také s malými pasekami a prosvětlenými doubravami, kvůli čemuž se i v budoucím národním parku počítá s částečným prosvětlováním těchto doubrav.

#### Bučiny
Zhruba 15% plochy zaujímají bučiny, které dělíme na květnaté bučiny a acidofilní bučiny. Křivoklátské bučiny byly v minulosti využívány hlavně k pálení dřevěného uhlí či k výrobě louhu a původně se rozkládaly na daleko větším území než dnes. Těžba uhlí a výroba koksu však poptávku po dřevěném uhlí drasticky snížila a bučiny začaly být kvůli nízké atraktivitě bukového dřeva pro průmyslové zpracování nahrazovány smrkovými a modřínovými plantážemi. Díky vyhlášení CHKO se však zbývající bučiny podařilo zachránit a menší část těchto porostů bylo ponecháno k zestárnutí a k rozpadu. Výskyt porostů ve věku 130 - 200 let s množstvím kmenových dutin a přítomností tlejícího dřeva je zdrojem vysoké biodiverzity. Vyskytují se zde datlovití ptáci, holub doupňák, lejsek malý či kulíšek nejmenší. Díky dostatečně velké ploše bukových porostů zde nacházejí vhodné lokality k hnízdění také velcí ptáci jako je čáp černý, orel mořský a některé druhy dravců a sov. Bylinné patro květnatých bučin je tvořeno hlavně svízelem vonným a kyčelnicí cibulkonosnou. V acidofilních bučinách se setkáváme se třtinou chloupkatou, bikou bělavou a metličkou křivolakou.

#### Suťové lesy
Dalších 5% území tvoří suťové lesy, které jsou díky obtížné přístupnosti velmi zachovalé a patří proto k nejcennějším biotopům Křivoklátska s mimořádně vysokým stupněm biodiverzity. Stromové patro zde vykazuje vysokou druhovou i věkovou variabilitu a nachází se zde velké množství tlejícího dřeva včetně silných kmenů. Ze stromů zde nalezneme dub zimní, buk lesní, lípu, jilm, habr obecný, jasan ztepilý, javory, smrk ztepilý, jedli bělokorou a tis červený. Z keřů pak lísku obecnou, zimolez pýřitý, bez červený, meruzalku srstku a další. Výskyt suťových lesů je vázán na stinné svahy s udatnou lesní a kakostem smrdutým. Svahy a rokle, které se v podmínkách křivoklátské pahorkatiny střídají s teplejšími polohami doubrav, skal a pleší plynule navazují na bučiny a doubravy. V suťových lesích se proto nachází jak druhy typické pro doubravy, jako vratič chocholičnatý, ptačinec velkokvětý či hrachor jarní, tak druhy typické pro bučiny, jako kyčelnice devítilistá či kapraď samec. Nalezneme tu však také druhy horských lesů jako věsenku nachovou nebo samorostlík klasnatý. Z bohaté fauny je možné jmenovat jako typické obyvatele například mloka skvrnitého a datla černého.

#### Jasanovo-olšové luhy
Zbývající 2% lesních ekosystémů připadá na údolní jasanovo-olšové luhy, které jsou vázány na dna lesních potoků v uzavřených roklích. Dřevinná skladba je opět velmi pestrá a díky četným přechodům a kontaktům s ostatními biotopy se vyskytuje téměř celé spektrum dřevin křivoklátské pahorkatiny. Mimo převažující druhy jakými jsou olše lepkavá, jasan ztepilý, vrby, jilmy nebo javor klen, je charakteristický výskyt jehličnatých dřevin jedle bělokoré, tisu červeného a smrku ztepilého, který se vyskytuje přirozeně jako regionální chlumní ekotyp. Z keřů je častý brslen evropský, svída krvavá, bezy, hlohy a keřové druhy vrb. Hojný je výskyt měsíčnice vytrvalé nebo pryskyřníku kosmatého. Biotopy jsou významné pro většinu obojživelníků vyskytujících se v navrhovaném národního parku vzhledem k vlhkému a chladnému mikroklimatu lokalit, výskytu drobných vodních ploch a relativně vysokému podílu mrtvého dřeva.

### Nelesní ekosystémy

#### Křovinné a skalní ekosystémy
Přestože na nelesní ekosystémy připadá pouze 2% plochy národního parku, jedná se o ekosystémy velmi významné. Patří mezi ně křovinné a skalní ekosystémy jako pleše, skalní výchozy, droliny a sutě. Pleš znamená přirozené bezlesí a právě na Křivoklátsku se nacházejí nejrozsáhlejší a druhově nejrozmanitější pleše v celé ČR. Významná jsou zejména společenstva skalních výchozů se vzácnou kapradinkou skalní, společenstva mělkých skeletovitých půd s kostřavou ovčí, chmerkem vytrvalým, či pavincem modrým, na minerálně bohatších výchozech potom s kostřavou sivou, mochnou písečnou, hvozdíkem kartouzkem, mateřídouškou vejčitou a drobnými jednoletkami, společenstvy teplomilných trávníků tvořených porosty kostřavy walliské a válečky prapořité s bělozářkou větvitou a rozrazilem klasnatým. Najdeme zde i kavyl Ivanův, porosty tařice skalní či koniklec luční český. Na hlubších půdách se vyskytuje společenstvo teplomilných lesních lemů s kakostem krvavým, na ně navazuje společenstvo řídce zapojených břekových doubrav. Dále jsou zastoupeny nízké křoviny se skalníkem celokrajným a zakrslé bikové doubravy. Významná jsou rovněž společenstva skal, drolin a sutí, zastoupené pohyblivými sutěmi a šterbinovou vegetací silikátových skal a drolin, ve stinných polohách potom společenstvy s reliktní pěchavou vápnomilnou místy doprovázenou lomikamenem vždyživým nebo sutě s vzácným výskytem reliktního lomikamene trsnatého křehkého.
Tyto otevřené teplé plochy uprostřed velkých lesních komplexů mají stěžejní význam pro migraci živočichů, kterým tyto lokality slouží jako důležitá spojovací místa v rámci migračních cest. Na tyto lokality je úzce vázána fauna teplých bezlesých ploch a fauna sutí s výskytem např. ještěrky zelené či užovky hladké. Pleše jsou také unikátním biotopem z hlediska výskytu měkkýšů, motýlů, brouků, pavouků a jiných bezobratlých včetně reliktních druhů. Mezi vzácné měkkýše patří kupříkladu vřetenka lesklá a zrnovka třízubá, z motýlů pak dlouhozobka chrastavcová, modrásek rozchodníkový, otakárek ovocný či otakárek fenyklový. K významným druhům brouků patří krasci Aphanisticus elongatus, Trachys troglodytes, střevlík Masoreus watterhalii, tesařík Purpuricenus kaehleri, dřepčík Psylliodes instabilis, nosatec Mogulones javetii, kovařík Pseudanostirus globicollis. Stepní fauna brouků patří na území CHKO k nejohroženějším a některé vzácné druhy brouků na Křivoklátsku již kvůli úbytku těchto biotopů vyhynuly.

#### Louky a suché trávníky
K dalším nelesním ekosystémům patří louky a suché trávníky, které nicméně zaujímají jen velmi malou rozlohu zpravidla na okraji lesních komplexů či v říčních a potočních nivách. Luční ekosystémy, reprezentované hlavně mezofilními a ovsíkovými loukami, vznikly v důsledku hospodaření a hostí přitom řadu vzácných druhů, jež obohacují celkovou biodiverzitu Křivoklátska. Druhově bohaté luční porosty jsou většinou pravidelně sečeny, výjimečně probíhá i pastva. Mezi nejcennější porosty patří především druhově velmi bohatá společenstva kostřavových luk s mochnou bílou a další typy ovsíkových luk s výskytem chráněných druhů čeledi vstavačovitých, vstavač osmahlý či prstnatec májový. Na všech těchto typech luk je hojný výskyt celé řady vzácných druhů organismů. Mezi významné druhy živočichů patří např. mandelinka Cassidas ubreticulata, která se v rámci Čech vyskytuje jen na Křivoklátsku a na jedné lokalitě západních Čech, v potočních nivách a mokrých lukách se vyskytuje mandelinka Crepidodera lamina, naopak xerotermní trávníky a louky obývá krytohlav Cryptocephalus vittatus.

#### Říční ekosystémy
Územím národního parku v hluboce zaříznutém údolí protéká řeka Berounka se zachovalými říčními meandry, kde se stinná, vlhká a chladná stanoviště náhle střídají se stanovišti slunnými a suchými. To vytváří vhodné podmínky pro říční ekosystémy, které navíc nejsou narušovány žádným velkým vodním dílem. V Berounce je vyvinuta druhově chudá makrofytní vegetace s lakušníkem vzplývavým, stolístkem klasnatým, rdestem kadeřavým a porosty mechorostu prameničky obecné. Negativní vliv na porosty v řece má splach vod z hnojených zemědělských pozemků a snos bahnitých sedimentů z výše položených oblastí. Místy se nachází štěrkové náplavy bez vegetace. Velmi zachovalé jsou též přirozené břehy řeky Berounky se společenstvem rákosin a vegetací vysokých ostřic. Zastoupeny jsou říční rákosiny s dominantní chrasticí rákosovitou, pouze místy se nachází ostřice Buekova. Z dalších druhů zde rostou např. barborka obecná, máta dlouholistá, šťovík vodní či rukev obojživelná. Tyto porosty jsou nicméně ohroženy rozšiřováním invazní netýkavky žláznaté a křídlatek. Pod silným antropogenním tlakem se ocitá rovněž reliktní hmyz žijící na písčitých a štěrkovitých náplavech. Ze zajímavějších druhů se zde stále vyskytují kovaříci Hypnoidus riparius, Oedostethus quadripustulatus, drabčíci Hydrosmectas ubtilissima, Ochthephilus omalinus, střevlíčci Tachys micros a Perileptus areolatus. Řeka Berounka je také významným biotopem pro užovku podplamatou, bobra evropského, vydru říční a celou řadů vodních ptáků, např. morčáka velkého, orla mořského a ledňáčka říčního.

#### Potoční ekosystémy a mokřady
Významné vodní ekosystémy jsou vázány také na drobné přítoky řeky Berounky. Jedná se zpravidla o zachovalé bystřiny s přírodním či přírodě blízkým charakterem s řídce rozmístěnými malými vodními nádržemi. Část toků na území národního parku pramení a jejich prameniště mají charakter mokřadních ekosystémů. Všechny potoky na území národního parku mají přirozeně meandrující koryta se střídajícími se tůněmi, peřejemi a kamenitým, štěrkovitým a jemnozrnným sedimentem dna. Takové parametry potočního ekosystému vytvářejí příznivé stanovištní podmínky pro celou řadu vzácných druhů živočichů jako střevle potoční, vranky obecné, raka kamenáče a raka říčního. S přírodním charakterem vodních toků souvisí i zachovalost ekosystémů vegetace s výskytem vzácných druhů brouků, např. nosatce Cleopus pulchellus, mokřadníka Hydrocyhon deflexicollis, či drabčíků Aloconota cambrica, Aloconota mihoki, Athetaobtus angula.

## Důvody pro vyhlášení národního parku
Plocha plánovaného národního parku je považována za nejzachovalejší souvislé území CHKO Křivoklátsko a představuje 18,4% jejího území. Drtivou většinu tohoto území tvoří pestrá mozaika nejrůznějších typů lesa, jež mají zhruba v 55% původní druhovou skladbu dřevinného i bylinného patra. V lesích se nalézá rovněž velké množství fragmentů člověkem neovlivněného či málo ovlivněného lesa, díky čemuž by bylo možné vrátit těmto lesům přirozenou podobu a v relativně krátké době je převést na lesy přírodní či přírodě blízké. Některé cenné fragmenty lesa jsou dnes chráněny přírodními rezervacemi a přírodními památkami s vysokým stupněm ochrany, avšak většina těchto lesů spadá do kategorie hospodářských lesů, v nichž hospodaří podnik Lesy ČR a VLS za účelem těžby dřeva.
Většina lesů budoucího národního parku je v současnosti řazena do 1. a 2. zóny CHKO Křivoklátsko. Ochrana přírody v těchto zónách spočívá především v tom, že se mýtiny po vytěžení dřeva musejí osázet stanovištně původními dřevinami či ponechat přirozenému zmlazení v místech, kde již původní druhová skladba existuje. Ve 2. zóně se tyto původní dřeviny musejí pěstovat jen na části plochy, zatímco na zbylé ploše se mohou pěstovat klasické hospodářské kultury bez invazivních druhů dřevin. Při těžbě pak musí být malá část stromů ponechána k dožití a zetlení.
Přes všechna tato omezení je však primárním účelem lesního hospodaření produkce dřeva za účelem zisku, což má na lesy celou řadu negativních dopadů. V porovnání s přírodním lesem zde zůstává jen malé množství starých stromů, které mají přitom pro lesní biodiverzitu klíčový význam. Schází zde rovněž dostatečný počet padlých kmenů a tlejícího dřeva, které je v přírodních lesích základem celé potravní pyramidy. Převažující pasečný způsob hospodaření vytváří navíc převážně stejnověké lesní porosty.
Ochrana lesních ekosystémů v rámci CHKO je navíc limitována tím, že správa CHKO musí lesním podnikům kompenzovat veškeré náklady a všechen ušlý zisk (např. za nevytěžené dřevo) spojený s ochranou přírody. Správy CHKO (nejen na Křivoklátsku) jsou proto pod určitým tlakem, aby lesní hospodaření omezovaly jen v nezbytných případech. Výše těchto kompenzací kolísá, ale např. v roce 2020 musela správa CHKO podniku Lesy ČR takto vyplatit 2 447 616 Kč. Převedením pozemků do správy národního parku by tento tlak zmizel, neboť ochrana přírody by byla hlavním účelem lesů.
Pro národní park mluví rovněž přemnožení spárkaté zvěře, která ohrožuje vzácné skalní, lesostepní i lesní rostliny. U některých vzácných druhů rostlin je okus hlavní překážkou jejich přirozeného šíření, přičemž největší problémy způsobuje nepůvodní jelen sika a muflon. V současnosti je dané území rozděleno na několik honiteb, na kterých hospodaří myslivecká sdružení. Ta však svůj postup hospodaření nekoordinují a na snižování stavů zvěře ani nemají zájem. Vyhlášením národního parku by vznikla jedna velká honitba, která by umožnila postupovat na celém území koordinovaně. Lov zvěře by navíc probíhal v režii národního parku za účelem regulace počtu zvěře, která je v lesních ekosystémech bez velkých šelem nezbytná. To by byl velký rozdíl oproti současnému stavu, kdy si myslivci pronajímají honitby od státního podniku za dosti vysoké částky, což snižuje jejich ochotu redukovat stavy zvěře.

## Důvody proti vyhlášení národního parku

### Omezení vstupu
K nejběžnějším ale také nejkontroverznějším argumentům proti národnímu parku patří tvrzení, že vyhlášení národního parku bude pro zdejší obyvatele znamenat zákaz vstupu do lesů. Ministerstvo životního prostředí toto tvrzení opakovaně vyvrací a označuje jej za zcela nepravdivé. Podle některých pozorovatelů je však právě obava ze zákazu vstupu hlavním důvodem, proč se proti národnímu parku staví velká část místního obyvatelstva.
Podle současného znění Zákona o ochraně přírody a krajiny již nejsou omezení vstupu vázána na zonaci parku. Zóny národního parku stanovují pouze způsob, jakým je o dané území pečováno, zatímco pro omezení vstupu se vyhlašují tzv. klidová území. Ta jsou vyhlašována v místech, jejichž ekosystémy jsou obzvláště citlivé na rušení způsobené pohybem osob. Omezení pohybu v klidových území spočívá v tom, že se zde turisté nesmějí pohybovat mimo určené cesty. Přestože obavy ze zákazu vstupu patří k hlavním důvodům odmítání národního parku, ministerstvo životního prostředí opakovaně ujišťovalo, že klidová území budou vyhlášena pouze v místech, kde je vstup omezen již nyní, a že tudíž nedojde k žádnému rozšiřování území se zákazem vstupu.
Na celém území národního parku se dále nesmí jezdit na kole a na koni mimo cesty a k tomu určená místa. Ministerstvo však na území národního parku vyznačilo 69,4 km značených cyklotras a plánuje jejich další rozšíření. To ocenila i Česká Mountainbiková asociace, jejíž předseda v dubnu roku 2023 podepsal s náměstkem MŽP společné memorandum o podpoře národního parku a šetrné cykloturistiky. Zákon o ochraně přírody a krajiny neomezuje ani další běžné způsoby využívání lesa jako sběr klestí či lesních plodů.

### Omezení těžby dřeva a trofejového lovu
Roku 2017 si Lesy ČR nechaly zpracovat studii, podle níž se na území plánovaného národního parku vytěží každoročně zhruba 35 000 krychlových metrů dřevní hmoty, jejíž prodej přináší státním podnikům roční zisk ve výši asi 16 milionů Kč (odhad z roku 2017). Lesní podniky argumentují, že by vyhlášením NP Křivoklátska a následným útlumem těžby o tyto peníze přišly, což by pocítil i státní rozpočet. Ukončení trofejového lovu by připravilo lesní podniky rovněž o příjmy z pronájmů honiteb, tržby za zvěřinu a poplatky za lov, což dohromady může znamenat roční ztrátu až 8 milionů Kč. Útlum těžby dřeva bývá rovněž kritizován jako znehodnocení práce dřívějších generací lesníků, kteří dané porosty zakládali za účelem produkce dřeva.
K ústředním argumentům proti národnímu parku patří rovněž tvrzení, že křivoklátská příroda je hodnotná jen díky několika generacím lesníků, kteří ji údajně svým hospodařením vytvořili. Vyhlášení národního parku by podle tohoto výkladu znamenalo pro přírodu hrozbu, neboť by byla vyňata z rukou těch, kteří ji vytvořili a kteří se o ni starají. Tuto interpretaci důsledně šíří zejména zástupci lesních podniků, avšak převzala ji také část starostů místních obcí a pravidelně se objevuje rovněž v prohlášeních iniciativy Otevřené Křivoklátsko.

### Ponechávání mrtvého dřeva
Terčem kritiky bývá rovněž plánované rozšiřování bezzásahových zón a zejména pak ponechávání padlých kmenů k zetlení, jež je nezbytné k obnově biodiverzity. O bezzásahovém režimu mluví odpůrci parku jako o "nepéči" a v případě mrtvého dřeva argumentují tím, že pro návštěvníky lesa je hospodářský les mnohem komfortnější a estetičtější než les přírodní.

### Související článek
- Svazek obcí Křivoklátska